# Glossophaga longirostris
Glossophaga longirostris là một loài động vật có vú trong họ Dơi mũi lá, bộ Dơi. Loài này được Miller mô tả năm 1898.